# Dziarma (album)
Dziarma – debiutancki album stydyjny piosenkarki Dziarmy. Wydawnictwo ukazało się 10 grudnia 2021 roku nakładem wytwórni muzycznej 2020.
Za produkcję odpowiadają: Kusha, @atutowy, 2K, 2latefor, The Returners, Megot, Spisek Jednego, Aiden Lewis, SHDØW, beM8S.
Płyta dotarła do 13. miejsca polskiej listy sprzedaży – OLiS.

## Lista utworów
Opracowano na podstawie materiału źródłowego.
| Nr  | Tytuł utworu               | Słowa                                                                  | Muzyka                      | Długość |
| --- | -------------------------- | ---------------------------------------------------------------------- | --------------------------- | ------- |
| 1.  | „Czarny bez”               | Agata Dziarmagowska, Mateusz Kochaniec                                 | Kusha                       | 2:55    |
| 2.  | „Więcej”                   | Agata Dziarmagowska                                                    | @atutowy                    | 3:09    |
| 3.  | „Louboutin” (feat. Haiyti) | Agata Dziarmagowska, Haiyti, Łukasz Hodakowski                         | 2latefor, The Returners     | 2:54    |
| 4.  | „Welur”                    | Agata Dziarmagowska, Mateusz Kochaniec                                 | Kusha                       | 3:50    |
| 5.  | „Cake” (feat. Kizo)        | Agata Dziarmagowska, Kizo, Łukasz Hodakowski                           | 2K                          | 3:05    |
| 6.  | „Superglue”                | Agata Dziarmagowska, Mateusz Kochaniec                                 | Kusha                       | 3:27    |
| 7.  | „Bomby” (feat. Szpaku)     | Agata Dziarmagowska, Szpaku, Łukasz Hodakowski                         | Megot                       | 2:34    |
| 8.  | „Pinokio”                  | Agata Dziarmagowska, Filip Krawiec, Mateusz Kochaniec, Piotr Skorupski | Spisek Jednego, Aiden Lewis | 3:21    |
| 9.  | „Drzazga” (feat. Hodak)    | Agata Dziarmagowska, Łukasz Hodakowski                                 | SHDØW                       | 3:41    |
| 10. | „Najlepsza”                | Agata Dziarmagowska                                                    | beM8S                       | 3:20    |
|     |                            |                                                                        |                             | 32:16   |